# Aréthuse (opéra)
Pour les articles homonymes, voir Aréthuse.
Aréthuse ou La Vengeance de l'Amour, opéra-ballet en un prologue (pastorale qui se déroule dans les jardins de Marly) et trois entrées (Les Enfers, La Mer, La Terre). La musique est d'André Campra alors que le livret est d'Antoine Danchet, d'après le livre V des Métamorphoses d'Ovide. 

## Historique
La partition est éditée chez Christophe Ballard en 1701. 
Sous le nom d'Alphée et Aréthuse, l'acte de ballet fut repris à l'Académie royale, le 22 août 1752, précédé du Prologue des Fêtes de l'Été, de l'abbé Pellegrin et Montéclair, et suivi de l'intermède italien nommé Le Joueur (Il Giocatore).
Il n'y eut pas de reprise, mais l'œuvre fut retravaillée par Antoine Dauvergne sous le nom d'Alphée et Aréthuse, dans le cadre des Fêtes d'Euterpe.

## Distribution
| Rôles                 | Tessiture    | Première, le 14 juillet 1701 |
| --------------------- | ------------ | ---------------------------- |
| Le Printemps          |              | Pichon                       |
| La Nymphe de la Seine |              | Mlle Maupin                  |
| Aréthuse              |              | Mlle Moreau                  |
| Alphée                | basse        | Thévenard                    |
| Pluton                | basse        | Hardouin                     |
| Proserpine            |              | Mlle Champenois              |
| Endimion              | haute-contre | Chopelet                     |
| Neptune               | basse        | Dun                          |
| Thétis                |              | Mlle Maupin                  |
| Diane                 |              | Mlle Desmatins               |
| Ismène                |              | Mlle Savigny                 |
| L'Amour               |              | Mlle Loignon                 |

## Argument
Selon la mythologie, Alphée poursuit la Néréide Aréthuse de ses feux amoureux. Danchet retrace une histoire de cette poursuite. Cela se passe d'abord dans les enfers où règne une atmosphère des plus galantes puisque les noces de Proserpine et de Pluton vont y être célébrées. Aréthuse réussit à s'enfuir au moment où Proserpine et Pluton font entrer Alphée. Nous la retrouvons sous la mer où Neptune s'apprête à célébrer ses noces avec Thétis. Neptune et Thétis arrangent un rendez-vous au cours duquel Aréthuse avoue à Alphée qu'elle le fuit à cause du vœu de chasteté qu'elle a fait à Diane. Dès lors, on revient sur terre. Aréthuse, convaincue par la passion de Diane pour Endymion, cède à son tour et l'on assiste au triomphe de l'Amour qui a fait rendre les armes à Proserpine, à Thétis, à Diane et, enfin, à Aréthuse.